# Loučovice
Loučovice (německy Kienberg) jsou obec v okrese Český Krumlov v Jihočeském kraji, ležící na řece Vltavě mezi Lipnem nad Vltavou a Vyšším Brodem. Žije zde přibližně 1 500 obyvatel. Průmysl zde dříve reprezentovaly Jihočeské papírny, závod Vltavský mlýn Loučovice. Dalším podnikem je teplárna, původně dimenzovaná na výrazně vyšší počet obyvatel. Vzhledem k blízkosti rakouských hranic se zde nachází řada ubytovacích zařízení a pohostinství.

## Části obce
- Loučovice (k. ú. Loučovice, Dvorečná a Mnichovice u Loučovic)
- Nové Domky (k. ú. Kapličky)

## Historie

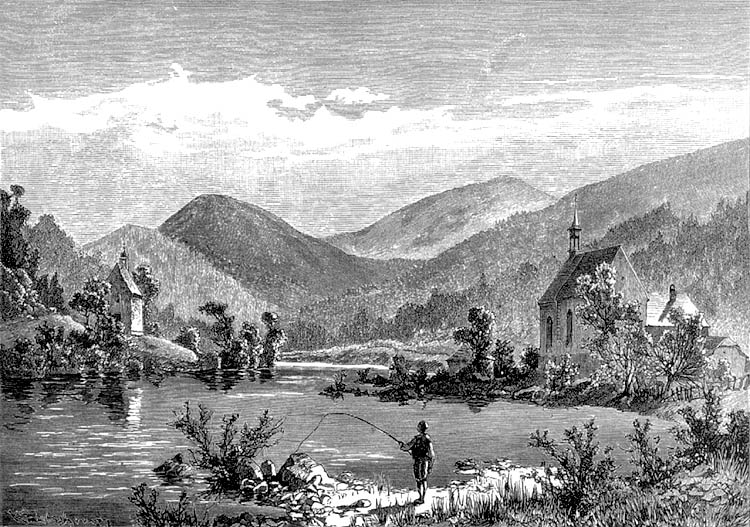
Kostelíky sv. Prokopa a Oldřicha u Loučovic (1868)

Samotná obec Loučovice nemá příliš rozsáhlou historii – poměrně nepřístupný a skalnatý úsek údolí Vltavy mezi Lipnem a Vyšším Brodem byl zprvu osídlen pouze několika staveními, z nichž nejvýznamnější byl mlýn. Od zavedení obecního zřízení v polovině 19. století byla část Loučovic (tehdy pod názvem Kienberg) osadou obce Krásná Pole, která byla tehdy vedena pod názvem Schönfelden.
Až založení papírny v 80. letech 19. století způsobilo nárůst počtu obyvatel a prudký rozvoj obce. Zakladatelem a majitelem papírny byl Arnošt Porák, který do kraje přišel z Trutnova na severu Čech. Na přelomu století měla papírna více než 1 000 zaměstnanců a byla největším zaměstnavatelem v širokém okolí. Další lidé (v sezóně až 600) byli zaměstnáni při přepravě dříví, protože úsek Vltavy pod Loučovicemi nebylo možné pro plavení využívat, a tak bylo nutné dříví ručně převézt do Vyššího Brodu. V roce 1911 byla do obce přivedena elektrifikovaná železniční trať.
Od roku 1921 do roku 1951 byly Loučovice  částí obce Bolechy.
V letech 1938 až 1945 byly Loučovice v důsledku uzavření Mnichovské dohody přičleněny k Německé říši jako součást župy Oberdonau. Většina obyvatel obce byla německé národnosti, a tak byli po druhé světové válce odsunuti. Odsun se netýkal několika desítek pracovníků – odborníků, kteří byli potřební pro provoz papírny. Obec byla dosídlena převážně rumunskými reemigranty, Slováky (včetně občanů romské národnosti) a Volyňskými Čechy. Přímo v obci byla do roku 2014 vedle klasické základní školy také zvláštní škola.
V roce 1959 byly zcela uzavřeny státní hranice a hned za Loučovicemi začínala železná opona. Obec Kapličky, která se nacházela v nově vybudovaném hraničním pásmu, zanikla a její katastrální území bylo zařazeno do obce Loučovice. Osada Martínkov v katastrálním území Mnichovice u Loučovic zanikla.
Oblast jižně od obce (pravý břeh Vltavy) prošla fází útlumu hospodaření, která neskončila ani po pádu železné opony. Smělé plány počátku 90. let na znovuosídlení pustých někdejších vesnic vzaly za své a oblast dosud nemá schválený územní plán.[kdy?] V katastrálním území Mnichovice tak nyní žije trvale jeden soukromý zemědělec se svou rodinou a ve druhém domě pouze jeden muž.[kdy?] Katastrální území Kapličky je zcela neosídleno a katastrální území Dvorečná na levém břehu Vltavy a Nové Domky na pravém břehu Lipna jsou tvořena převážně chatami.

## Hospodářství
Největším podnikem v obci byly do roku 2010 Papírny Vltavský mlýn. V září 2010 byl na loučovické papírny vyhlášen konkurz, což vedlo k propuštění 220 zaměstnanců a nezaměstnanost v obci přesáhla 20 %. V říjnu 2010 byla část podniku pronajata firmě Vltava CK.

## Příroda
Obec se nachází v Lučské hornatině 690 m n. m., v sevřeném údolí řeky Vltavy. Vrcholy v okolí běžně přesahují 900 m (nejvyšším vrcholem na území obce je Hvězdná s 1038 m). Průměrná roční teplota dosahuje 6 °C, ve výše položeném okolí jen 4 až 5 °C. Vzhledem k silným srážkám (až 1000 mm ročně) zde sněhová pokrývka vydrží většinu zim až do konce března či začátku dubna. Přesto však s výjimkou lyžařského střediska Kramolín na území sousední obce Lipno nad Vltavou není oblast nijak využívána pro zimní turistiku. Jediný lyžařský vlek v obci Loučovice už je několik let mimo provoz.[kdy?] V létě je oblast výrazně atraktivnější, především pro pěší turistiku a cykloturistiku, v místech bezprostředně u státní hranice je ovšem turistický ruch i v letní sezóně mizivý.
Na území obce se nacházejí chráněná území Přírodní park Vyšebrodsko, Medvědí hora (přírodní památka), Rašeliniště Kapličky, Uhlířský vrch (přírodní památka, okres Český Krumlov) a Čertova stěna-Luč. Mezi Loučovicemi a Vyšším Brodem se nachází jedna z nejobtížnějších vodáckých tratí na světě – Čertovy proudy. Zde se konalo například mistrovství světa v raftingu v roce 2003 a mistrovství Evropy v roce 2012.

## Doprava
Obec Loučovice leží na železniční trati č.195 Rybník – Lipno nad Vltavou a na silnici II/163 Lipno – Vyšší Brod. Místní doprava dále zajišťuje autobusy, které pravidelně spojují Loučovice s okolními městy a vesnicemi. Pro cyklisty a pěší turisty jsou k dispozici cyklostezky a turistické trasy, které vedou šumavskou přírodou kolem řeky Vltavy. Na území obce se nachází přeshraniční přechod na turistické stezce Mnichovice – Dürnau, umožňující snadné spojení s Rakouskem.

## Osobnosti
- Friedrich Fenzl (1932–2014), buddhista, žil v Rakousku
- Gita Porák-Varna (1905–1978), malířka, žila ve Švédsku
- Jiří Bilbo Reidinger (* 1961), klaun, spisovatel a pedagog
- Wolfgang Wiltschko (* 1938), profesor zoologie na frankfurtské Goetheho univerzitě

## Pamětihodnosti
- Kaple svatého Prokopa[11][12]
- Kostel svatého Oldřicha[13]
- Jez systému Huber-Lutz[14]
- Poutní místo Maria Rast[15]